# Idole de Shigir
L'idole de Shigir (en russe : Шигирский идол, Chiguirski idol) est la plus ancienne sculpture en bois conservée, datant d'il y a environ 12 000 ans. Elle a été trouvée en 1890 près de Kirovgrad, dans l'Oural (Russie) et est maintenant conservée au musée d'histoire régionale de Iekaterinbourg.

## Découverte
L'idole de Shigir a été trouvée en janvier 1890, dans une mine d’or à ciel ouvert près de Kirovgrad, en plusieurs morceaux, sous quatre mètres de tourbe. Elle porte le nom du site de sa découverte.
Lors de sa découverte, sa longueur était de 5,3 mètres, mais plus de 2 mètres ont été perdus lors des guerres et révolutions qui ont secoué la Russie tout au long du XXe siècle, d'où une hauteur actuelle de 2,8 mètres d'après la reconstitution du professeur Dmitry Lobanov. Il en reste toutefois les dessins de l’archéologue sibérien Vladimir Tolmachev, réalisés en 1916.

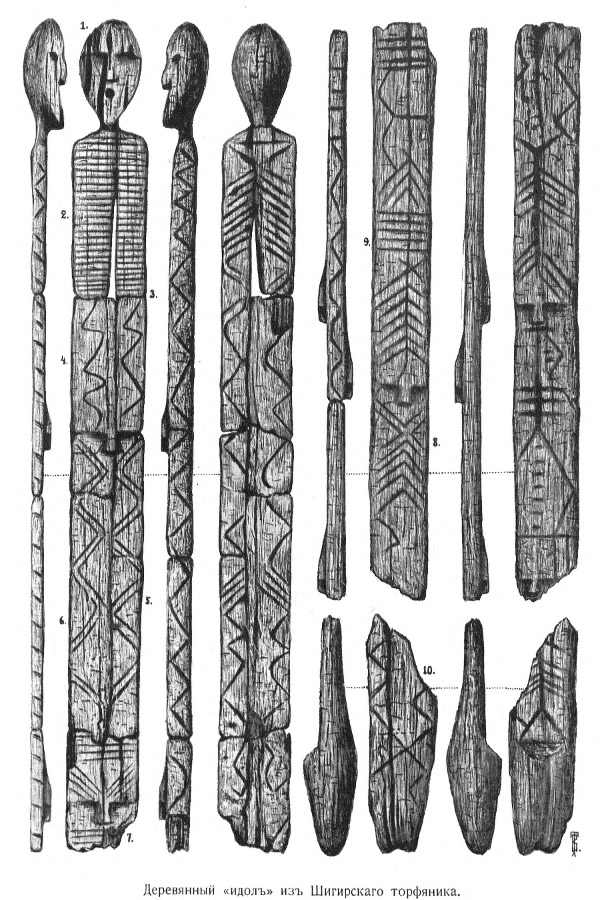
Dessin de Vladimir Tolmachev, 1916.

## Description
Elle mesure 2,8 m de haut, selon la reconstitution faite par Dmitry Lobanov.
Elle a une tête de forme ronde, indiquant des yeux, un nez et une bouche. La forme conique de sa base semble indiquer qu'elle n'était pas fichée en terre mais appuyée contre un support.
Elle est couverte de symboles du mésolithique, dont le sens échappe aux chercheurs. D’après le Professeur Mikhail Zhilin, qui dirige les recherches de l'Académie des sciences de Russie, ces ornementations pourraient servir à la transmission de connaissances. Selon Svetlana Savchenko, conservatrice en chef de l'idole, les signes auraient une signification symbolique : une ligne droite pour l'horizon, une ondulation pour l'eau ou un serpent, etc.
Elle a été taillée dans un mélèze fraîchement abattu à au moins 157 ans, comme l'indique la dendrochronologie, et elle porte des traces qui indiquent qu'elle a été façonnée avec des outils en pierre.

## Datations successives
La première estimation de son âge a été faite en 1997, employant la datation par le carbone 14, et donnant une ancienneté de 9 500 ans.
Mais d'après Natalia Vetrova, la Directrice générale du musée d'histoire régionale de Sverdlovsk, cet âge était contesté par la communauté scientifique, c'est pourquoi une nouvelle datation a été demandée en utilisant des technologies plus avancées. Sept petits échantillons ont donc été envoyés en 2014 au laboratoire Klaus-Tschira du Reiss-Engelhorn-Museen à Mannheim, où le Professeur Thomas Terberger, du Département de l’Héritage Culturel de Basse-Saxe, et Ewe Hoysner, de l'Institut archéologique allemand, ont proposé une nouvelle méthode de datation employée par un laboratoire allemand, la spectrométrie de masse par accélérateur. Les résultats dévoilés en août 2015 révèlent alors que l'Idole de Shigir est datée de 11 000 ans, soit 1 500 ans de plus que lors de l'estimation précédente.
Cette découverte est considérée comme importante pour comprendre le développement des civilisations préhistoriques et de l'art en Eurasie. Thomas Terberger, qui a participé à la datation, a déclaré qu'ainsi, on pouvait dire qu'il y a 11 000 ans « les chasseurs, pêcheurs et cueilleurs de l'Oural n'étaient pas moins développés que les agriculteurs du Moyen-Orient ».
En mars 2021, une nouvelle étude toujours menée par Thomas Terberger montre que la statue serait encore plus âgée, d'environ 1 000 ans. La nouvelle analyse se base sur les mêmes échantillons, mais en ne prenant en compte que ceux situés les plus au centre du bois pour exclure la couche externe comportant de la cire et des pigments. De cette manière, et en prenant en compte l'âge de l'arbre au moment de sa mort (environ 150 ans), l'équipe de chercheurs a estimé son âge à 12 100 ans.

## Conservation
L'idole de Shigir est actuellement exposée au Musée d'histoire régionale d'Iekaterinbourg et considérée comme très bien conservée. Elle est enfermée dans une vitrine de verre qui la protège de l'air extérieur. Celle-ci, spécialement conçue pour l'artefact, permet de contrôler les conditions climatiques, comme la température et l'humidité, à l'intérieur de la vitrine afin de mieux conserver la statue.